# Harvey (Illinois)
Harvey város az USA Illinois államában, Cook megyében. Lakosainak száma 20 324 fő (2020. április 1.).

## Népesség
A település népességének változása:

| 2010 | 25 282 |
| 2020 | 20 324 |